# Veliki nočni pavlinček
Veliki nočni pavlinček (znanstveno ime Saturnia pyri) je nočni metulj iz družine nočnih pavlinčkov (Saturniidae), ki je avtohton v Evropi. Vrsto sta prva znanstveno opisala Michael Denis in Ignaz Schiffermüller leta 1775. Je največji evropski nočni metulj, z razponom kril med 15 in 20 cm. Živi na območju, ki vključuje Iberski polotok, južno Francijo, Italijo, Slovenijo, Hrvatsko, Severno Makedonijo, osrednjo in južno Srbijo, Črno goro, severno Madžarsko, južno in vzhodno Bolgarijo, južno Grčijo in južno Turčijo, južni Kirgizistan, zahodno Sirijo, Libanon, severni Izrael, južno Romunijo, Rusijo, Ukrajino, Češko in Slovaško ter sega v Sibirijo in severno Afriko.

## Dodatne slike
- Izlaganje gosenic iz jajčec pritrjenih na listu mandljevca
- Gosenica v zadnjem stadiju - višja resolucija
- Detajl - zadek gosenice v zadnjem stadiju pred zabubljanjem
- Zapredek
- Samec, Muséum de Toulouse
- Samica
- Na človeški roki za primerjavo velikosti